# Apendicitis
Apendicitis ili zapaljenje (inflamacija) crvuljka (lat. apendicitis, od lat. appendix - crvuljak i sufiksa -itis - zapaljenje) je naglo nastalo zapaljenje crvolikog produžetka (lat. apendix veriformis), na donjem delu slepog creva, najčešće uzrokovanu bakterijskom infekcijom, koja može biti uslovljena opstrukcijom lumena crvuljka fekalitom (kalcificiranim „kamenom”), stranim telom, tumorom ili parazitima u retkim slučajevima. Predstavlja najčešće hitno stanje a apendektomija najčešću hitnu intervenciju u pedijatrijskoj hirurgiji.
Karakteriše se varijabilnom kliničkom slikom u kojoj dominiraju periumbilikalna bol po tipu kolike i povraćanje praćeno povišenom telesnom temperaturom, leukocitozom i znacima peritonealnog nadražaja u desnom donjem kvadrantu trbuha. Međutim, oko 40% pacijenat nema ove tipične simptome, što otežava postavljanje dijagnoze.
Dijagnoza zapaljenja crvuljka u velikoj mjeri se zasniva na kliničkim znacima i simptomima. U slučajevima kada je dijagnoza nejasna, potrebno je pored posmatranja pacijenta, sprovesti i slikovne metode i laboratorijske testove. Dva najčešće korišćene slikovne metode su ultrasonografija i kompjuterizovana tomografija (CT skeniranje). Pokazalo se da je CT skeniranje tačnija i pouzdanija metoda od ultrasonografije u otkrivanju akutnog upale crvuljka. Međutim, ultrazvuk može biti od značaja kao prva slikovna metoda kod dece i trudnica zbog rizika povezanih sa izlaganjem rendgen zračenju tokom CT skeniranja.
Standardni način lečenja zapaljenje crvuljka je njegovo hirurško uklanjanje, bilo kroz veliki otvoreni rez na trbuhu trbuhu (laparotomija) ili kroz nekoliko manjih rezova uz pomoć laparoskopa (laparoskopija). Svake godine, samo u Sjedinjenim Državama više od 300.000 ljudi koji sejavlja lekaru sa znacima upale crvuljka, biva hirurški zbrinuto. Hirurško lečenje smanjuje rizik od nuspojava ili smrti povezane sa rupturom crvuljka. Antibiotici mogu biti podjednako efikasni u određenim slučajevima nerupturiranog crvuljka.
Teške komplikacije zapaljenja crvuljka koje nastaju kao posledica perforacije ili formiranje abscesa ili sepse su česte komplikacije akutne upale crvuljka kod odložene hirurške intervencije. Samo u 2015. godini kada je bilo oko 11,6 miliona slučajeva zapaljenja crvuljka, komplikacije koje su rezultovale smrtnim iskodom javile su se u oko 50.100 slučajeva.

## Terminologija
Naziv „zapaljenje slepog creva", kojim se služi narod, a često i neki lekari, u svakodnevnom žargonu, koristi se da označi zapaljenje crvuljka a ne cekum ili slepog creva odnosno onog dela debelog creva koji se kao vrećica, slepo završava i u koji ulazi tanko crevo.
Prema tome ono što narod naziva „zapaljenje slepog creva” je zapravo zapaljenje crvuljka (lat. apendicitis) koji izlazi iz debelog creva na mestu ili u blizini ušča tankog creva u debelo crevo.
Prema tome zapaljenje crvuljka, koje je često oboljenje digestivnog sitema, nosi naziv apendicitis (lat. apendicytis), a zapaljenje slepog creva nosi naziv tiflitis (lat. typhlitis) i jako je retka bolest, i ne treba ih poistovećivati.

## Zapaljenje crvuljka u MKB-10 (K35-K37)
K35 — Akutno zapaljenje crvuljka (apendicitis)
- K35.0 — Akutno zapaljenje crvuljka (apendicitis) sa generalizovanim zapaljenjem peritoneuma
- K35.1 — Akutno zapaljenje crvuljka sa apscesom peritoneuma
- K35.9 — Akutno zapaljenje crvuljka, nespecifično

K36 — Druga zapaljenja crvuljka (apendiksa)
K37 — Nespecifična zapaljenja crvuljka

## Istorija
Crvuljak se ne spominje u ranim anatomskim zapisima, sve do njegove prve pojava na crtežima Leonarda da Vinčija iz 1472. godine, koji nisu objavljeni sve do 18. veka. Razlog tome je činjenica da su veliki antički anatomi poput Galena opise građe unutrašnjih organa čoveka vršili na osnovu disekcije majmuna koji nemaju crvuljak. Međutim smatra se da je crvuljak ipak bio poznat lekarima aleksandrijske škole i naslednicima Galena i Celsusa koji su ga međutim poistovećivali sa cekumom (slepim crevom).
Klinički opisi stanja koje odgovara bolesti crvuljka i stvaranju apendikularnog apscesa potiču još od Hipokrata koji je su u svojim delima opisao „stalan bol u trbuhu usled zapaljenjskog procesa u crevima".
Prvi zvanični anatomski opis crvuljka dao je Jacopo Berengario da Carpija, profesor anatomije i hirurgije u Bolonji, 1521. godine, smatrajući ga anomalijom slepog creva, poveden činjenicom da ga Galen nije spominjao u svojim radovima.
Osnivač moderne anatomije Andreas Vesalius (1514—1564), ilustrovao je crvuljak 1543. godine, kao fiziološku anatomsku strukturu, zahvaljujući činjenici da je izučavanje anatomije sprovodio na čoveku, a ne na životinjama kao što su to činili njegovi prethodnici. Andreas Vesalius, dopunio je opis crvuljka i priložio nekoliko ilustracija u svom čuvenom delu De Humani Corporis Fabrica objavljenom 1543. godine. Vesalius je insistirao na nazivu slepo crevo za crvuljak zbog njegovog slepog završetka, jer je po njemu „cekum imao tri otvora i komunikacije sa ileumom, kolonom i crvuljkom". Terminoloska konfuzija i nejasno definisanje slepog creva (cekuma) i crvuljka (apendiksa) prisutno je i u radovima francuskog hirurga Ambroaza Perea (1510—1590) iz 1582. godine.
Caspar Bauchin je 1579. godine postavio hipotezu o ulozi crvuljka kao rezervoara za feces ploda tokom intrauterinog života. Moguće je da je on zamenio crvuljak sa divertikulumorn koga je Johan Friedrich Meckel (1810—1894) opisao dvesta godina kasnije. I kada je najznačajniji anatom 18. veka, Giovanni Battista Morgagni (1687—1771), objavio 1719. godine značajnu anatomsku studiju ona je medutim, malo doprinela novom saznanju o građi crvuljka.
Akutno zapaljenje crvuljka kao poseban klinički i dijagnostički entitet datira unazad dva veka, nakon što je 1886. godine, američki patolog Reginald Fitz (učenik Rudolfa Wirchofa), po prvi put, prepoznao da je upala vermiformnog apendiksa (crvuljka) razlog infekcije i bola u donjem desnom kvadrantu trbuha.
Baron Guillaume Dupuytren (1777—1835) tvrdio je da akutno zapaljenje na desnoj strani trbuha potiče od oboljenja slepog creva, a ne crvuljka i prvi je za ovo stanje upotrebljavao naziv tiflitis (lat. typhlitis).
Dugo su rane faze akutnog zapaljenja crvuljka ostale nepoznanica prvenstveno zbog izbegavanja hirurga da obave hiruršku eksploraciju trbušne duplje. Nakon što je Englez John Parkinson (1755—1824) izvršio autopsiju dečaka umrlog od sepse i pronašao zapaljen i perforiran crvuljak koji je izazvao difuzni peritonitis. On je na osnovu ovog kliničkog saznanja 1812. godine dao opis fatalnog toka akutnog zapaljenja crvuljka.
Engleski vojni hirurg, Claudius Amyand, izveo je prvu uspešnu apendektomiju 1735. godine u Bolnici Svetog Đorda u Londonu. Apendektomiju je izveo jatrogeno, tokom operacije preponske kile i bez anestezije.
Krajem 19. veka uklanjanje crvuljka postalo je metoda izbora u hirurgiji. Time je počela era savremenog hirurškog lečenja apendicitisa.
Nakon što je nemački ginekolog Kurt Semm (1927—2003) otkrio mogućnosti laparoskopije posebno u rešavanju ograničenja klasične otvorene hirurgije, on je prvu laparoskopsku apendektorniju izveo 13. septembra 1981. godine u Kielu. Prvu laparoskopsku apendektomiju kod devetogodišnjeg dečaka, izveo je u SAD, 1989. godine Thorn Lobe u Memfisu. Potom su Jean-Stephane Valla i saradnici 1991. godine izvestili da su obavili veliku seriju laparoskopskih apendektomija u dečjem uzrastu, za koju smatraju da treba da postane novi zlatni standard u tretmanu nejasnog bola u desnom donjem kvadrantu, posebno kod devojčica.
Zahvaljujući brojnim novinama u medicinskoj dijagnostici, do danas su otkriveni mnogobrojni znaci i simptomi kao i mnogobrojni skoring sistemi koji olakšavaju postavljanje precizne dijagnoze zapaljenja crvuljka.
Što se tiče terapije i danas je osnovni princip hirurško lečenja, klasičnom operativnom ili laparoskopskom tehnikom.

## Epidemiologija
Morbiditet i mortalitet
Uprkos dijagnostičkom i terapijskom napretku u medicini, zapaljenje crvuljka i dalje je jedan je od najčešćih uzroka pojave akutnog bola u trbuhu i jedno od najčešćih urgentnih stanja u gastroenterologiji i trbušnoj hirurgiji. Na globalnom nivou incidenca akutnog zapaljenje crvuljka iznosi 86 slučajeva na 100.000 stanovnika godišnje. Verovatnoća oboljevanja od akutnog apendicitisa u toku života u razvijenim zemljama sveta je oko 7%. Pojedina istraživanja navode veću učestalost zapaljenje crvuljka tokom letnjih meseci, što ukazuje na mogući uticaja spoljnjih faktora u nastanku bolesti.
Mlađa deca imaju veću stopu perforacije, sa stopama od 50-85%.
Geografske razlike u prehrambenim navikama
U azijskim i afričkim zemljama učestalost akutnog zapaljenje crvuljka verovatno je manja zbog prehrambenih navika stanovnika ovih geografskih područja. Učestalost upala zapaljenje crvuljka niža je u kulturama s većim unosom prehrambenih vlakana. Smatra se da dijetalna vlakna smanjuju viskoznost izmeta, smanjuju vreme tranzita creva i manje utiču na stvaranje fekalita, koji predisponiraju poremećaj u lumenu crvuljka.
U poslednjih nekoliko godina uočeno je smanjenje učestalosti zapaljenje crvuljka u zapadnim zemljama, što se može objasniti promenama u unosu dijetalnih vlakana. Jer se smatra da je veća učestalost zapaljenja crvuljka povezano s lošim unosom dijetalnih vlakana u zapadnim zemljama.
Polne razlike
Zapaljenje crvuljka se nešto češće javlja kod muškaraca u 8,6% slučajeva, a u 6,7% slučajeva kod žena. Muško ženski odnos je 3 : 2 kod tinejdžera i mladih,dok je kod odraslih je učestalost zapaljenje crvuljka približno 1,4 puta veća kod muškaraca nego kod žena. Učestalost primarne apendektomije približno je jednaka kod oba spola.
Starosne razlike
Učestalost zapaljenje crvuljka postepeno raste od rođenja, doseže vrhunac u kasnim tinejdžerskim godinama i postepeno opada u gerijatrijskom periodu. Prosečna dob kada se javlja zapaljenje crvuljka u dečjoj populaciji je 6-10 godina, a maksimalna incidenca je u uzrastu između 15 i 19 godine. Na to najverovatnije utiče limfna hiperplazija koja je češća kod novorođenčadi i odrasle dece.
Srednja starost operisanih (apendektomiranih) je 22 godine, iako su zabeleženi retki, neonatalni pa čak i prenatalni slučajevi sa zapaljenje crvuljka.
Porodične razlike
Iako nije otkriven specifični genski marker, rizik za apendicitis kod dece sa pozitivnom porodičnom anamnezom je trostruko veći.
Rasa
Istraživanja su pokazala da je učestalost zapaljenja crvuljka veća kod pripadnika bele rase.

## Etiopatogeneza
Etiopatogeneza akutnog zapaljenja crvuljka opisuje kao dinamični patofiziološki proces koji se razvija u vremenskom periodu od 36 do 48 časova, izazvan luminalnom opstrukcijom crvuljka ili vermiformnog apendiksa na bilo kom nivou, počev od vrha do apendikularno-cekalnog ušća, a u čijoj osnovi mogu biti brojni faktori:
- fekalit,
- strano telo,
- limfoidne hiperplazije,
- malignitet,
- ekstraluminalne kompresije.[27][28]

Opstrukcija lumena rezultuje nakupljanjem mukusa i ubrzanim razmnožavanjem bakterija, što dovodi do distenzije i posledične opstrukcije limfotoka i edema crvuljka.
Neprestani porast intraluminalnog pritisak u daljem toku kompromituje cirkulaciju dovodeći do prekida venske drenaže a nakon prevazilaženja perfuzionog kapilarnog pritiska i do ishemije, pre svega mukoze na antemezenterijalnoj strani.
Anatomski i funkcionalno narušena mukoza postaje nekompetentna u svojoj barijernoj funkciji što dozvoljava bakterijsku invaziju i transmuralno širenje infekcije sa pratećim razbuktavanjem inflamatornog procesa.
Svako netretirano akutnog zapaljenja crvuljka nastavlja progresiju, preko flegmonozne i gangrenozne faze, do perforacije sa posledičnim peritonitisom i pretećom sepsom. Po ovoj teoriji, broj perforiranih akutnih zapaljenja crvuljka je upravo je srazmeran dužini trajanja simptoma akutnog apendicitisa.
Novija istraživanja su pokazala da se značajan broj akutnog zapaljenja crvuljka spontano zaustavlja, što objašnjava i patohistološki nalaz rekurentnog apendicitisa.
Pojedini autori tvrde da se najveći broj perforacija dešava u ranoj fazi akutnog zapaljenja crvuljka pa se samo mali broj može prevenirati ranim prijemom u bolnicu i operativnim lečenjem. Ovaj stav podržavaju i istraživanja po kojima uzdržani pristup sa odloženim hirurškim intervencijama, ne dovodi do značajnog povećanja nalaza perforativnog akutnog zapaljenja crvuljka a smanjuje broj apendektomija sa normalnim nalazom.
Prijavljeni su i slučajevi akutnog zapaljenja crvuljka potvrđenih kompjuterizovanom tomografijom, sa spontanom rezolucijom, i osnov je za tvrdnju da se značajan broj akutnih zapaljenja crvuljka spontano zaleči bez medicinskog praćenja i postavljene dijagnoze.

### Podela
U skladu sa patohistološkim supstratom, klinički se akutni apendicitis deli na:
Nekomplikovanu (jednostavnu) formu — sa intraoperativnim nalazom flegmonzno izmenjenog apendiksa.
Komplikovanu (kompleksnu) formu — koja je predstavljena gangrenoznim ili perforativnim apendicitisom. Gangrenozno izmenjeni zid apendiksa gubi svoju barijernu funkciju za bakterijsku translokaciju, zbog čega se u kliničkom smislu poistovećuje sa perforativnim oblikom.

## Klinička slika
Kliničku sliku akutnog apendicitisa karakteriše:
Bol u trbuhu
Bol koji je dominantan simptom zapaljenja crvuljka, nastaje stimulacijom aferentnih vlakana torakalnih nerava na nivou grudnih korenova kičmene moždine (Th8 — Th10), zbog rastezanja zida crvuljka. Bol prati gastroenteralna simptomatologija i sistemski znaci bolesti.
U početnoj fazi zapaljenja crvuljka bol je visceralnog karaktera, lokalizovan oko pupka, srednjeg je inteziteta i u toku 24 časa se intenzivira, poprimajući karakteristike somatskog bola i migrira u donji desni kvadrant abdomena. Opisana migracija bola ne predstavlja pomeranje zapaljenjskog žarišta niti realnog izvora bola, već potiče od progresije inflamacije crvuljka i peritoneumskog nadražaja eksudacijom u loži crvuljka.
Gubitak apetita, mučnina i opstipacija
Ova tri simptoma su najčešće pratilac početka bolnih senzacija dok se ređe mogu
javiti i pre pojave bola.
Povraćanje i proliv
Najčešći su znaci znaci perforativne bolesti crvuljka, uz znake jačeg peritonealnog nadražaja.
Povišena telesna temperatura
Povišena temperatura je reakcija na zapaljenjski proces u crvuljku i praćena je tahikardijom. Komplikovano zapaljenje crvuljka je obično praćen jako visokom telesnom temperaturom.
Leukocitoza
Leukocitoza nastaje kao posledica sistemskih efekata medijatora oslobođenih iz ishemičnog
i inflamiranog tkiva, fagocita i limfocita, dok je komplikovano zapaljenje crvuljka obično praćeno neutrofilijom sa limfopenijom, i porastom C-reaktivnog proteina u serumu.
Međutim, neretko se sreće normalan broj leukocita u krvnoj slici, dok je nivo C-reaktivnog
proteina još manje specifičan znak, pogotovo kod mlađe dece.

### Klinička slika u odnosu na položajne varijacije crvuljka
Na kliničko ispoljavanje simptoma može uticati prisustvo fizioloških položajnih varijacija vermiformnog apendiksa, pa tako u slučajevima inkopletne visceralne rotacije i abnormalnog rasporeda unutrašnjih organa crvuljak može biti smešten bilo gde u trbuhu, pa tako kod:
- Retrocekalne lokalizacije crvuljka — pojava bola i peritonealnog nadražaja je odložena zbog kasnijeg kontakta eksudata sa parijetalnim peritoneumom i nekada se javlja tek nakon perforacije i širenja infekcije po trbuhu. Bol se javlja u leđima

- Karlične lokalizacije crvuljka — pojava bola i peritonealnog nadražaja je odložena zbog kasnijeg kontakta eksudata sa parijetalnim peritoneumom i nekada se javlja tek nakon perforacije i širenja infekcije po trbuhu. Moguća je pojava urinarnih tegoba kao što su polakisurija, retencija mokraće, bol niz unutrašnju stranu butine, mikrohematurija i sl.

- Preilealne i postilealne lokalizacije — bol takođe može biti odložen ali se ranije mogu javiti povraćanje ili proliv.[36]

### Klinička slika kod dece
Klinička prezentacija akutnog zapaljenja crvuljka kod dece najčešće zavisi od uzrasta.
- Kod mlađe dece — zbog mobilnosti (nefiksiranosti) ileocekuma i kratkog omentuma obično ne dolazi do ograničavanja procesa u slučaju perforacije, već ista dovodi do difuznog peritonitisa sa mogućim komplikacijama, uključujući i sepsu.
- Kod starije dece — slično kao i kod odraslih, veliki omentum svojom funkcijom „čuvara trbuha” može da ograniči gnojni upalni proces nakon perforacije, formirajući absces u trbuhu. Retko se dešava da akutni apendicitis poprimi hronični tok ili da dođe do formiranja apendikularne mase (plastron).[37]

### Progresija (tok) bolesti
Progresija bolesti se opisuje od blažih simptoma u čijoj je osnovi jednostavna inflamacija do teže kliničke slike sa prostracijom usled perforacije i peritonitisa, do čega dolazi najčešće unutar 36 časova od pojave prvih simptoma.
Spontana rezolucija kod akutnog apendicitisa je takođe moguća i po novijim istraživanjima ne tako retka kod nekomplikovanih formi bolesti.

## Dijagnoza

### Klinički znaci
- Auri-Rozanov znak - Bolna osjetljivost na palpaciju u lumbalnom trouglu[40]
- Bartomier-Majklsonov znak - Pacijent leži tokom ispitivanja na lijevom boku. Povećana bolna osjetljivost prilikom palpacije u desnoj ilijačnoj jami.[40]
- Danfijev znak - Bol u desnom donjem kvadrantu, izazvan kašljanjem.[41]
- Košerov znak - odnosi se na podatak iz anamneze da je bol počeo oko pupka, a potom migrirao u desni donji kvadrant. [40]
- Masuov znak - probadanjem kažiprstom i srednjim prstom od ksifoidnog nastavka ka ilijačnim jamama na obje strane, izazvaće se bolna preosjetljivost samo na desnoj strani.[42]
- Znak obturatora: Osoba koja se procjenjuje leži na leđima, a kuk i koljeno su savijeni pod devedeset stepeni. Ispitivač jednom rukom drži skočni zglob osobe, a drugom koljeno. Ispitivač rotira kuk pomičući skočni zglob osobe od njegovog tijela, a koljeno dopušta da se pomiče samo prema unutra. Pozitivan test je bol sa unutrašnjom rotacijom kuka.[43]
- Znak psoasa je bol u desnom donjem kvadrantu koja nastaje pasivnom ekstenzijom ili aktivnom fleksijom desnog kuka osobe dok leži na leđima. Bol koja se javi nastaje zbog upale peritoneuma koja prekriva iliopsoas mišiće i upale samih mišića psoasa. Ispravljanje nogu uzrokuje bol jer isteže ove mišiće, a savijeni kuk aktivira iliopsoas i uzrokuje bol[43]
- Rovsingov znak: Bol u donjem desnom trbušnom kvadrantu s kontinuiranom dubokom palpacijom počevši od lijeve ilijačne jame prema gore (u smjeru suprotnom od kazaljke na satu, duž debelog crijeva). Smatra se da se ovako povećava pritisak oko crvuljka pritiskom sadržaja creva i zraka prema iliocekalnom kanalu, izazivajući bol u trbuhu s desne strane.[44]
- Rozenštajnov znak: Povećana bol u desnoj ilijačnoj jami, dok osoba koja se pregleda leži na lijevoj strani.[45]

### Slikovni testovi
Kod dece klinički pregled važna predradnja da bi se utvrdilo koji pacijenti sa bolovima u stomaku treba da dobije hitnu hiruršku konsultaciju, a koji treba da dobije dijagnostičku sliku. Zbog zdravstvenih rizika od izlaganja dece zračenju, ultrazvuk je poželjna slikovna metoda i je izbor. Dok je kompjuterizovana tomografija (CT skeniranje) legitimno praćenje ako ultrazvuk nije ubedljiv.CT skeniranje je tačnije od ultrazvuka za dijagnozu apendicitisa kod odraslih i adolescenata, jer skeniranje ima osetljivost od 94% i specifičnost od 95%, za razliku od ultrasonografije koja ima ukupnu osetljivost od 86% a specifičnost od 81%.

#### Kompjuterizovana tomografija (CT)
Tamo gde je lako dostupna, kompjuterska tomografija (CT) ona se često koristi, posebno kod ljudi čija dijagnoza nije očigledna na osnovu istorije i fizičkog pregleda. Iako su identifikovane neke zabrinutosti u vezi sa tumačenjem, 2019. godine otkriveno je da je osetljivost i specifičnost CT za dijagnozu akutne upale slepog creva kod odraslih visoka. Zabrinutost oko zračenja ograničava upotrebu CT-a kod trudnica i dece, posebno sa sve rasprostranjenom upotrebom MRI.
Tačna dijagnoza apendicitisa je višeslojna, pri čemu veličina slepog creva ima najjaču pozitivnu prediktivnu vrednost, dok indirektne karakteristike mogu ili povećati ili smanjiti osetljivost i specifičnost. Veličina preko 6 mm je i 95% osetljiva i specifična za upalu slepog creva.
Međutim, pošto se slepo crevo može napuniti fekalnim materijalom, što izaziva intraluminalnu distenziju, ovaj kriterijum je pokazao ograničenu korist u novijim meta-analizama. Ovo je za razliku od ultrazvuka, u kome se zid slepog creva može lakše razlikovati od intraluminalnog fecesa. U takvim scenarijima, pomoćne karakteristike kao što je zadebljanje zida u poređenju sa susednim crevima i zapaljenje okolnog masnog tkiva, ili nakupljanje masti, mogu biti podrška dijagnozi. Međutim, njihovo odsustvo to ne isključuje. 
U teškim slučajevima sa perforacijom može se videti susedna flegmona ili apsces. Takođe može doći do nakupljanja guste tečnosti u karlici, povezane sa gnojem ili izlivanjem creva. Kada su pacijenti mršavi ili mlađi, relativno odsustvo masti može otežati uočavanje slepog creva i okolnog masnog tkiva.

### Testovi krvi i mokraće
Iako ne postoji laboratorijski test specifičan za upalu slepog creva, radi se kompletna krvna slika kako bi se proverili znaci infekcije. Iako 70–90% ljudi sa upalom slepog creva može imati povećan broj belih krvnih zrnaca (VBC), postoje mnoga druga stanja abdomena i karlice koja mogu izazvati povećanje broja belih krvnih zrnaca. Zbog svoje niske osetljivosti i specifičnosti, sam po sebi, bela krvna zrnaca se ne smatraju pouzdanim pokazateljem upala slepog creva.
Analiza mokraće uglavnom ne pokazuje infekciju, ali je važna za utvrđivanje statusa trudnoće, posebno mogućnosti vanmaterične trudnoće kod žena u reproduktivnom periodu. Analiza mokraće je takođe važna za isključivanje infekcije urinarnog trakta kao uzroka bolova u stomaku. Prisustvo više od 20 belih krvnih zrnaca u vidnom polju velike snage u mokraći više ukazuje na poremećaj urinarnog trakta.
| Nekomplikovano akutno zapaljenje crvuljka | Nulti stadijum — normalan izgled crvuljka (endoapendicitis/periapendicitis) Prvi stadijum — upaljeni crvuljak (hiperemija, otok i fibrinske naslage ± perikolični infiltrat) |
| Komplikovano akutno zapaljenje crvuljka   | Drugi stadijum — nekroza A - segmentalna nekroza B - bazalna nekroza Treći stadijum - inflamatorni tumor A - flegmona B - absces manji od 5 cm bez pneumoperitoneuma C - absces veći od 5 cm bez pneumoperitoneuma Četvrti stadijum – perforacija i difuzni peritonitis sa ili bez pneumoperitoneuma |

## Diferencijalna dijagnoza
Kako brojna gastroenterološka, ginekološka i inflamatorna oboljenja imaju sličnu kliničku prezentaciju, to dovodi do poteškoća u dijagnostici i negativnih hirurških eksploracija koje same po sebi nose rizik komplikacija u toku i nakon intervencija. U tom smislu diferencijalno dijagnostički treba imati u vidu sledeća stanja i bolesti:
| - Pelvična upalna bolest (PID) ili tubo-jajnički apsces - Endometrioza - Cista ili torzija jajnika - Ureterolitijaza i bubrežne kolike - Degenerirajući leiomiomi maternice - Divertikulitis - Kronova bolest - Karcinom debelog crijeva - Hermatom ovojnice rektuma - Holecistitis | - Bakterijski enteritis - Mezenterični adenitis i ishemija - Torzija omentuma - Bilijarne kolike - Bubrežna kolika - Infekcija mokraćnih puteva - Gastroenteritis - Enterokolitis - Pankreatitis - Perforiracija čira na dvanaestercu |

## Terapija
Iako je, najprihvatljiviji način lečenja akutnog zapaljenja crvuljka operativno lečenje, koje se primenjuje od kraja 19. veka, u 21. veku, u eri antibiotika, lečenje zapaljenje crvuljka postaje dinamičan proces, sa različitim fazama u kojima se može različito reagovati. To je na globalnom nivou dovelo do toga da je broj apendektomija sve manji, jer konzervativni način lečenja, kod blažih formi inflamacije crvuljka, polako zauzima svoje mesto.
Početna terapija nekomplikovanog apendicitisa je konzervativna. Iako je spontana rezolucija nekomplikovanog apendicitisa moguća (reverzibilne forme apendicitisa), opservacija bez antibiotske terapije se ne praktikuje u kliničkom radu. Sa druge strane, intenzivno praćenje je neophodno, zbog moguće dalje progresije u komplikovanu formu bolesti. Izbor antibiotika treba da pokriva aerobne i anaerobne koliformne sojeve u trajanju od jednog do tri dana intravenskim putem, sa nastavkom peroralnih antibiotika do deset dana. Oporavak na konzervativni tretman nosi rizik od recidiva u prvoj godini od 25-30%.
Operativno zbrinjavanje zapaljenja crvuljka, u zavisnosti od tehničkih mogućnosti i veštine hirurškog tima, može se sprovesti otvorenom, laparoskopskom ili kombinovanom tehnikom. Preoperativna antibiotska profilaksa i elektrolitna stabilizacija su sastavni deo pripreme pacijenta. Nekomplikovane forme se hirurški zbrinjavaju najčešće unutar osam časova od indikovanja, dok se komplikovani slučajevi sa znacima peritonitisa rešavaju po protokolima za hitne procedure. Rutinska postoperativna antibiotska terapija nije potrebna kod nekomplikovanih formi, dok se kod komplikovanih slučajeva obavezno sprovodi tri do pet dana.

### Konzervativna terapija
U grupu pacijenata za konzervativnu terapiju spadaju oni sa umerenim kliničkim simptomima, bez komplikacija, znakova perforacije i peritonitisa. Ova vrsta terapije je tokom prvih decenija 21. veka u svetu počela da primenjuje kod akutnog zapaljenja crvuljka, kao primarni i jedini oblik lečenja. Takođe ova vrsta terapije uz primenu antibiotika bi mogla odložiti hitnu hiruršku intervenciju za period od 24 h, bez opasnosti od razvoja dodatnih komplikacija.
Kriterijumi za konzervativno lečenje pacijenata sa akutnim zapaljenje crvuljka lekar donosi na osnovu kliničkih, laboratorijskih i radioloških ispitivanja. Kod pacijenata sa početnim zapaljenjem crvuljka neoperativna terapija, uz primenu antibiotika bi mogla biti primenjivan, za izlečenje kod većine njih, pod uslovom da nema sigurnih indikacija za operaciju, kao što su postojanje peritonitisa ili znakova perforacije.
Međutim ako se nakon navedenih ispitivanja utvrdi postojanje apendikolita to ukazuje na mogući razvoj komplikovanog zapaljenja crvuljka, i češće epizode bolesti tokom narednog perioda, u tim situacijama, indikovana je apendektomija a ne konzervativno lečenje. Takođe, ako se tokom konzervativnog lečenja utvrde povišeni CRP, simptomi opstrukcije tankog creva to ukazuju na neuspešnost konzervativnog lečenja.
Dužina trajanja bolničkog lečenja konzervativnom terapijom je kraća, jer se parenteralna antibiotska terapija načelno ordinira samo tokom 24 časa, a potom se bolesnik prevodi na peroralnu terapiju, koja se može sprovoditi i u kučnim uslovima, uz redovnu kontrolu bolesnika u narednih 10 dana.  Izbor antibiotika treba da pokriva aerobne i anaerobne koliformne sojeve u trajanju od jednog do tri dana intravenskim putem, sa nastavkom peroralnih antibiotika do deset dana.
Tokom konzervativne terapije, a i u narednih nekoliko meseci, neophodno je intenzivno praćenje bolesnika, zbog moguće dalje progresije u komplikovanu formu bolesti, kao i zbog činjenice da konzervativni tretman nosi rizik od recidiva u prvoj godini bolesti od 25-30%.

### Operativna terapija
Najprihvatljiviji način lečenja akutnog zapaljenja crvuljka je operativno lečenje, u čijoj pripremi tokom adekvatne resuscitacije, svi pacijenti treba da prime antibiotika širokog spektra. Na taj način se smanjuje broj komplikacija vezanih za infekciju rane, kao i formiranje unutartrbušnih apscesa.
Na rezultat lečenja ima uticaja i dužina trajanja simptoma do javljanja lekaru. Ukoliko se pacijent javi nakon 36 čas. od pojave simptoma, nivo perforacije može biti od 16-36%, a za svakih dodatnih 12 časova odlaganja, ovaj procenat se povećava za još 5%.
Komplikacije
Operativno lečenje može imati sledeće komplikacije: krvarenje, infekciju rane, intraabdominalni apsces, povredu visceralnih organa, formiranje fekalne fistule, intestinalnu opstrukciju, tubarni infertilitet, herniju u ožiljku i komplikacije u vezi sa opštom anestezijom. Identične komplikacije se dešavaju kod obe metoda apendektomije, ali su možda neke nešto ređe kod laparoskopskih apendektomija.

## Komplikacije
Imajući u vidu da je akutno zapaljenje crvuljka najčešći razlog hitne abdominalne operacije, ne iznenađuje podatak da je stopa komplikacija nakon apendektomije od 4—15%, i udružena je sa većim troškovima hospitalizacije i operacija. Stoga je cilj hirurga da što brže postavi tačnu dijagnozu jer svako kašnjenje u dijagnozi utiče na veću smrtnosti nakon oboljevanja od akutnog zapaljenja crvuljka.
Ukupna stopa smrtnosti kreće se od 0,2 — 0,8% i pripisuje se komplikacijama bolesti, a ne hirurškoj intervenciji. Stopa smrtnosti u dece kreće se od 0,1% do 1%; a kod bolesnika starijih od 70 godina ona raste iznad 20%, prvenstveno zbog dijagnostičkog i terapijskog kašnjenja.
Perforacija zapaljenja crvuljka glavni je uzrok većeg broja komplikacija, a smrtnost je u poređenju s neperforirajućim oblikom bolesti značajno veća. Stopa perforacije varira od 16% do 40%, s većom učestalošću u mlađim starosnim grupama (40-57%) i kod bolesnika starijih od 50 godina (55-70%), kod kojih su pogrešne dijagnoze i odgođena dijagnoza česti.
Takođe rizik smrtnosti kod akutnog zapaljenja crvuljka je manji od 0,1%, dok taj rizik raste na 0,6% kod gangrenoznog zapaljenja crvuljka.
Postoperativne infekcije rana čine gotovo jednu trećinu pridruženog morbiditeta.
U multivarijabilnoj analizi, kao mogući činioci na osnovu kojih se predviđa komplikovano zapaljenje crvuljka kod dece ubrajaju se:
- Starost mlađa od 5 godina
- Trajanje simptoma duže od 24 sata
- Hiponatremija
- Leukocitoza

## Literatura
- Andersson, R.; Hugander, A.; Thulin, A.; Nyström, P. O.; Olaison, G. (1994). „Indications for operation in suspected appendicitis and incidence of perforation”. BMJ. 308 (6921): 107—10. PMC 2539237 . PMID 8298378. doi:10.1136/bmj.308.6921.107..
- Temple, C. L.; Huchcroft, S. A.; Temple, W. J. (1995). „The natural history of appendicitis in adults: a prospective study”. Annals of Surgery. 221 (3): 278—81. PMC 1234570 . PMID 7717781. doi:10.1097/00000658-199503000-00010..
- Faegenburg D. (1963). „Fecaliths of the appendix: incidence and significance”. Am J Roentgenol Radium Ther Nucl Med. 89: 752—9..
- Sisson, R. G.; Ahlvin, R. C.; Harlow, M. C. (1971). „Superficial mucosal ulceration and the pathogenesis of acute appendicitis”. Am J Surg. 122 (3): 378—80. PMID 5570610. doi:10.1016/0002-9610(71)90262-5..
- Wagner, J. M.; McKinney, W. P.; Carpenter, J. L. (1996). „Does this patient have appendicitis?”. JAMA. 276 (19): 1589—94. PMID 8918857. doi:10.1001/jama.1996.03540190061030..

## Spoljašnje veze
- Appendix Pain? Appendicitis, Surgery, and More — MedicineNet (језик: енглески)

|  | Molimo Vas, obratite pažnju na važno upozorenje u vezi sa temama iz oblasti medicine (zdravlja). |